# Onthophagus nurubuan
Onthophagus nurubuan là một loài bọ cánh cứng trong họ Bọ hung (Scarabaeidae).